# Amphodia
Amphodia là một chi bướm đêm thuộc họ Noctuidae.

## Các loài
- Amphodia prolata Möschler, 1880